# Indra Chok

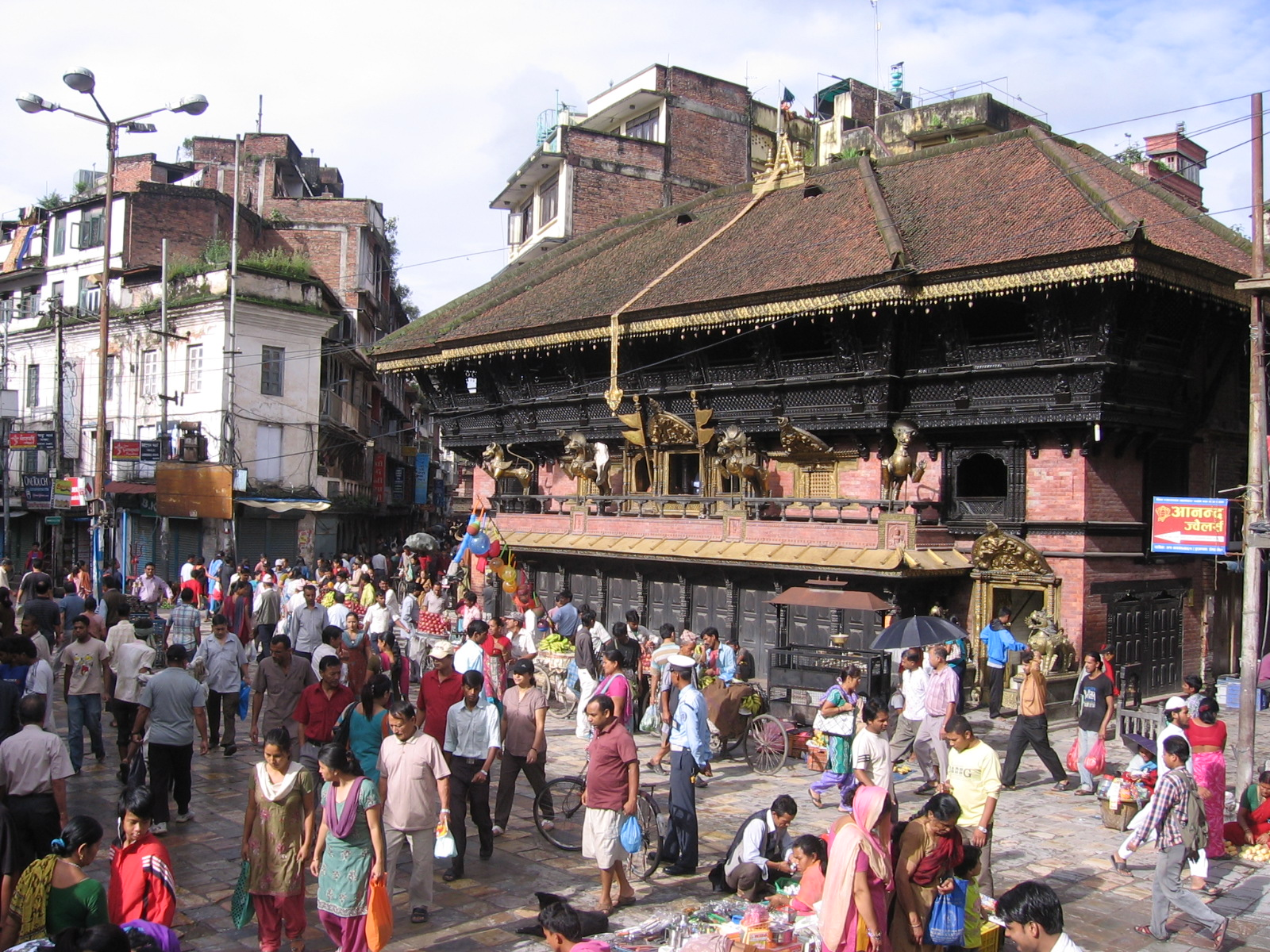
Vista da praça e do Templo de Akash Bhairav

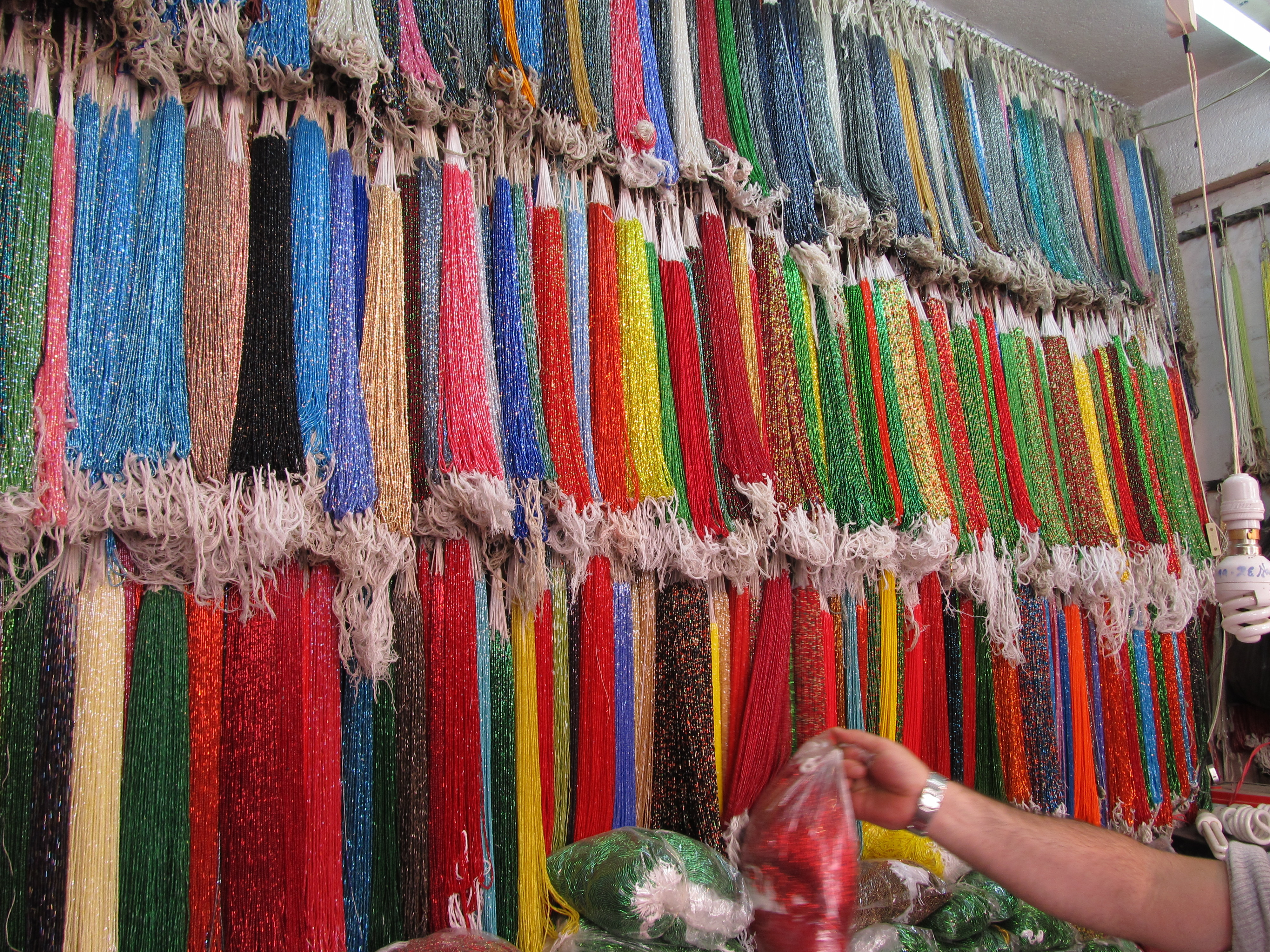
Loja de missangas

Indra Chok (em nepali: इन्द्र चोक; em neuari: वंघः; romaniz.: Wangha) é uma praça cerimonial e de comércio do centro histórico de Catmandu, a capital do Nepal. Situada na principal artéria que atravessa a parte antiga da cidade, entre Thamel a nordesye e a Praça Darbar a sudoeste, é uma das áreas comerciais mais movimentada da cidade. Juntamente com Maru, a Praça Darbar, Asan, Makhan, Jana Baha e Naxal faz parte da antiga rota comercial entre o Tibete e a Índia. Deve o seu nome a Indra, o deus hindu dos céus, da chuva e das tempestades.
O cruzamento de Indra Chok, onde confluem seis ruas que ligam ligam as principais áreas de Catmandu. As suas lojas e templos atraem multidões de compradores, devotos e turistas. O comércio local tradicional é principalmente de vestuário e mantas. É também um lugar de cerimónias, onde se realizam eventos religiosos importantes, como procissões de carros, durante as principais festividades hindus e neuaris. Durante o festival de Indra Jatra, os carros da Kumari, Ganexa e Bhairav passam pela praça. A procissão do Jana Baha Dyah Jatra também passa por ali.

## Principais locais
O Templo de Akash Bhairav, também chamado Templo de Aju Dyah (आजुद्यः), situa-se na parte ocidental da praça e é o símbolo de Indra Chok. No seu interior , no cimo de um lanço de escadas, há uma grande máscara de Akash Bhairav ("deus do céu"). O piso térreo é ocupado por lojas.

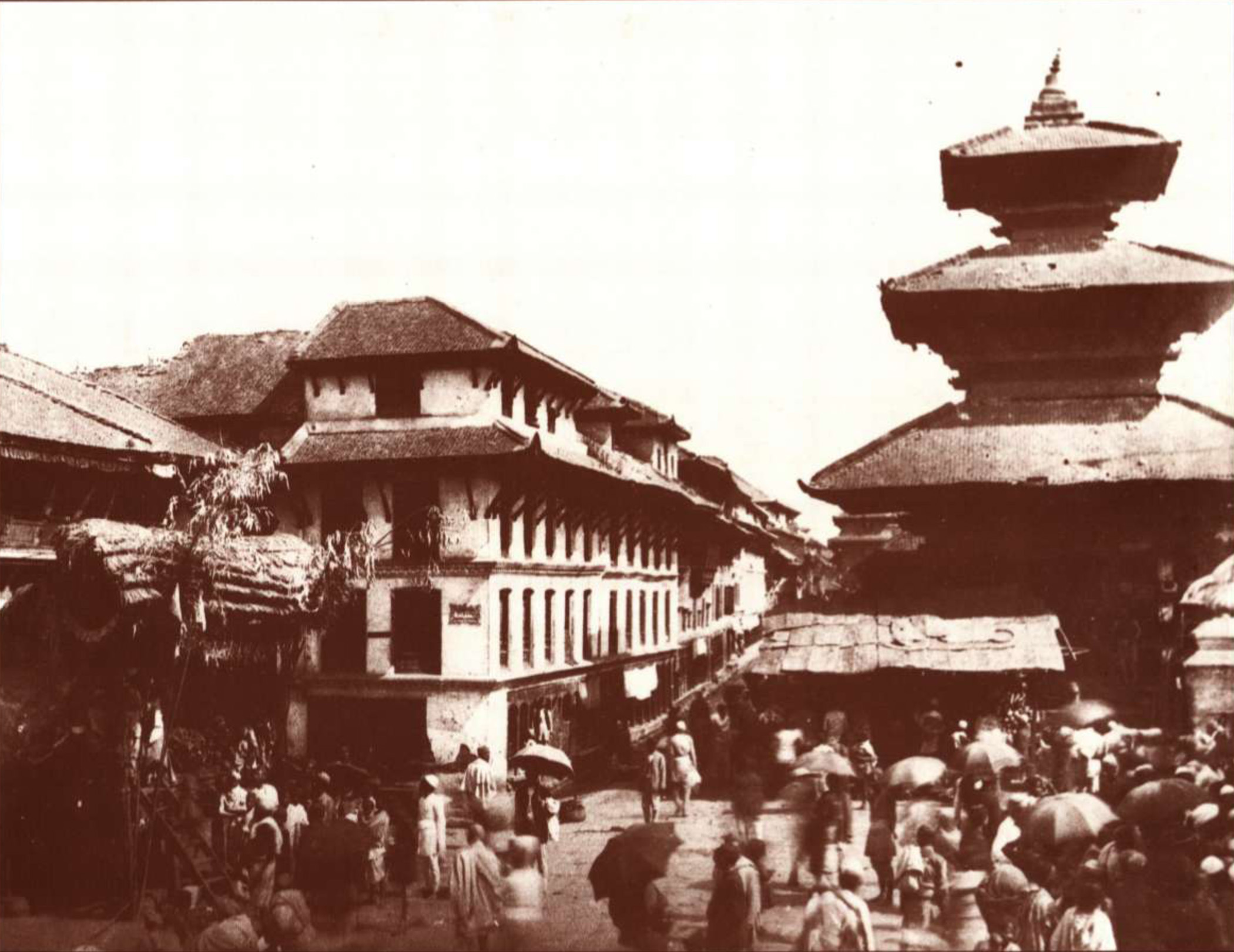
Fotografia da praça em 1910, onde se vê Templo de Xiva destruído em 1934

O Templo de Xiva situa-se no lado norte da praça. A estrutura original em forma de pagode foi completamente destruído durante o grande sismo de 1934 e foi substituído por um pequeno templo com cúpula.
O Templo de Ganexa, também chamado Templo de Ganedya (गनेद्य), é um pequeno templo situado no canto sudoeste da praça. A rua que ali começa vai dar a Makhan e à Praça Darbar.
Raki Bazaar é uma ruela sinuosa na parte oriental da praça com numerosas pequenas lojas onde se vendem contas de vidro. Acredita-se que os antepassados dos comerciantes tenham vindo do Iraque na Idade Média e que Raki derive de Iraqi (iraquiano).
Shukra Path é uma rua larga que liga a praça à New Road. As suas casas, revestidas a estuque branco, são todas iguais e foram construídas depois do grande sismo de 1934. Deve o seu nome ao mártir Shukra Raj Shastri e uma rua famosa de comércio caro.